# Саджовки
Саджовки (укр. Саджівки; до 2025 года — Саджовка) — село в Гримайловской поселковой общине Чортковского района Тернопольской области Украины.
До 2020 года входило в Гусятинский район.
Код КОАТУУ — 6121686501. Население по переписи 2001 года составляло 428 человек. По данным 2017 года составляло 365 человек.

## Географическое положение
Село Саджовка находится на расстоянии в 1 км от села Красное и 3,5 км от села Толстое.
К селу примыкает большой лесной массив (град).

## История
- 1648 год — дата основания.
- В июне 2025 года, постановлением Верховной Рады Украины село было переименовано в Саджовки[3].

## Объекты социальной сферы
- Школа I ст.
- Клуб.
- Фельдшерско-акушерский пункт.

## Достопримечательности
- Братская могила советских воинов.